# ژان (دورود)
ژان (دورود)، روستایی از توابع بخش مرکزی شهرستان دورود در استان لرستان ایران است.
اکثریت جمعیت این دهستان را طوایف لشنی و پاپی و کر و حاجیوند تشکیل میدهند .
از چهره های برجسته این دهستان می‌توان  شهید حاج اصغر لشنی فرمانده گردان عاشورای لرستان و فاتح شاخ شمیران اشاره نمود لازم به ذکر است شهید حاج اصغر لشنی اصالتا از طایفه آسترکی میباشند و همچنین شهید خداداد زندلشنی و مرحوم سردار احمد خردمندنیا (لشنی) را نام برد، مزار این شهیدان نیز در آرامستان این دهستان قرار دارد.

## جمعیت
این روستا در دهستان ژان قرار دارد و براساس سرشماری مرکز آمار ایران در سال ۱۳۸۵، جمعیت آن ۱٬۵۲۴ نفر (۳۳۴خانوار) بوده‌است.
زبان مردم این روستا لری سیلاخوری و لری بختیاری است.